# Nevin Çokay
Nevin Çokay (ur. 1930 w Stambule, zm. 24 lipca 2012 w Foçy) – turecka malarka.

## Życiorys
W 1947 rozpoczęła naukę malarstwa w studiu prowadzonym przez Bedri Rahmi Eyüboğlu. W 1953 ukończyła studia z zakresu malarstwa w Akademii Sztuk Pięknych w Stambule. W okresie studiów związała się z grupą artystyczną On'lar (Grupa Dziesięciu). W 1953 po raz pierwszy zaprezentowała swoje prace w galerii Maya w Stambule. W latach 1953-1953 występowała w Chórze Państwowym, kierowanym przez Nedima Otyama, w którym śpiewała pieśni ludowe. W 1952 wystąpiła w filmie fabularnym Yurda Dönüş.
Od 1954 całkowicie poświęciła się malarstwu. Jej prace wystawiano w galeriach tureckich, a także na Biennale Młodych Twórców w Paryżu. W 1979 została zaproszona do Holandii, gdzie wystawiała swoje prace w Deventer, Hadze i w Rotterdamie. Przez 17 lat pracowała jako nauczycielka rysunku i historii sztuki w szkołach średnich, udzielała także prywatnych lekcji rysunku. Ostatnie lata życia spędziła w domu w Foçy (prowincja Izmir), gdzie znajdowała się jej pracownia. Zmarła z powodu niewydolności krążenia.
Była mężatką, miała syna.

## Twórczość
Dorobek twórczy Çokay stanowi kilkaset obrazów. Większość z nich znajduje się w muzeach i galeriach tureckich, ale także w kolekcjach prywatnych w Niemczech i w Holandii.

## Nagrody i wyróżnienia
W 1961 została uhonorowana drugą nagrodą na Festiwalu Sztuki w Stambule.